# Bunya Highway
Der Bunya Highway ist eine Fernverkehrsstraße im Südosten des australischen Bundesstaates Queensland. Er verbindet den Burnett Highway (A3) in Goomeri mit dem D’Aguilar Highway (S96) in Kingaroy und dem Warrego Highway (NA2) in Dalby.
Der als Staatsstraße 49 ausgezeichnete Highway stellt die Fortsetzung des Moonie Highway (S49) nach Nordosten, bzw. die Fortsetzung des Wide Bay Highway (S49) nach Südwesten dar. Er ist nach den Bunya Mountains und dem gleichnamigen Nationalpark bei Kumbia benannt. Diese wiederum erhielten ihren Namen von der dort häufig vorkommenden Queensland-Araukarie (Araucaria bidwilli), die auch Bunya-Bunya-Baum genannt wird.
2008 wurde die Kreuzung mit dem Burnett Highway umgebaut, damit der Verkehr Richtung Murgon leichter fließt.
Der höchste Punkt im Verlauf des Highways liegt auf 732 m, der niedrigste auf 258 m. Die maximale Steigung beträgt über 10 %.